# Maratona de Chicago 2023

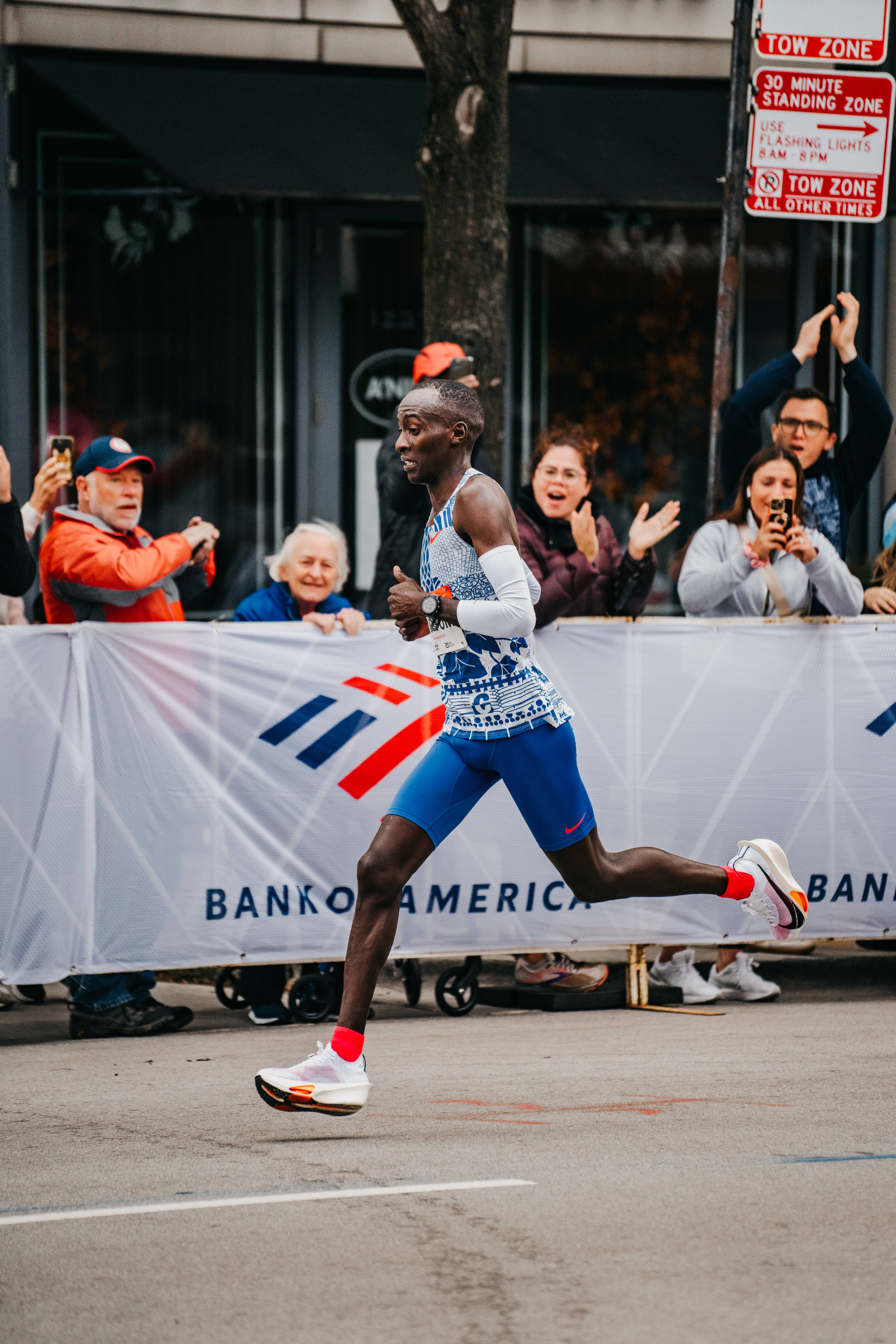
Kelvin Kiptum na Maratona de Chicago de 2023 estabelecendo o recorde mundial com o tempo de 2:00:35

A Maratona de Chicago de 2023 foi a 45ª edição da corrida anual de maratona em Chicago, realizada no domingo, 8 de outubro de 2023.   Uma maratona Platinum Label, foi o quinto de seis eventos World Marathon Majors realizados em 2023.    A corrida também sediou os campeonatos mundiais de grupos etários do ano. 
O corredor queniano Kelvin Kiptum estabeleceu um novo recorde mundial de maratona, vencendo a corrida com o tempo de 2:00:35, e batendo o recorde mundial anterior de 2:01:09, estabelecido por seu compatriota Eliud Kipchoge na Maratona de Berlim de 2022, por 34 segundos.     Kiptum se distanciou de todos os outros corredores aos 35 km, e terminou a corrida com um split negativo significativo.   Esta foi a terceira maratona de Kiptum, depois de ele ter estabelecido o recorde do percurso na Maratona de Valência de 2022, com o tempo de 2:01:53, naquela que foi a estreia mais rápida em uma maratona de todos os tempos, e depois estabeleceu outro recorde do percurso na Maratona de Londres de 2023, com um tempo de 2:01:25. 
1. 1 2